# Paraschizidium graecum
Paraschizidium graecum is een pissebed uit de familie Armadillidiidae. De wetenschappelijke naam van de soort is voor het eerst geldig gepubliceerd in 1981 door Schmalfuss.